# 槓
槓（カン）とは、麻雀において、槓子（カンツ）を作るための行為のことをいう。大別すると、暗槓（アンカン）、大明槓（ダイミンカン）、加槓（カカン）の3種類がある。加槓は小明槓（ショウミンカン）ともいう。また、大明槓と加槓を合わせて明槓（ミンカン）と言う。
なお語源としては、「槓」という漢字の「長い棒」のような意味からきているという。

## 槓子
槓子とは、同種の牌4枚による面子である。
他のタイプの面子（刻子および順子）と比較すると、以下の違いがある。
- 面子は通常3枚の牌から成るが、槓子だけは例外的に4枚の牌から成る。
- 同種の牌を4枚持っていたとしても、槓を宣言しないと槓子として認められない。
- 暗槓の場合でも、槓子は他のプレイヤーに公開する。

いったん成立した槓子に含まれる牌（4枚）は、暗槓・明槓を問わず、他の手牌から完全に独立した面子となり、その後、その局が終了するまで河に捨てることができない。槓をせず手の内で4枚使う場合は槓子とは言わず「4枚使い」もしくは俗に「カンコ使い」と言う。手の内に4枚ある状態を「カンツ」と俗称することもあるが、本来の用法からは外れる。 

### 槓子の扱い
得点計算の際、構成面子としては（一部の例外を除き）暗槓子は暗刻子、明槓子は明刻子の代用とすることができる。そのため、刻子という用語は広義には槓子を含み、暗刻も広義には暗槓を含む。
例えば下図のような牌姿の時、
（例）      
二筒・六筒の暗刻子2つと八索の暗槓子1つで三暗刻が成立する。これは八索の暗槓子を暗刻子の代用として扱うことができるためである。
九蓮宝燈における1と9の暗刻子に関しては例外で、暗槓してしまうと九蓮宝燈の成立条件を満たさなくなる。
（例）   
九筒を暗槓していてもしていなくても待ちは だが、この形からで和了しても、を暗槓している形では九蓮宝燈として認められない。
なお、明槓子は暗刻子の要件を満たさない。たとえそれが暗刻子を大明槓した明槓子であっても、明槓した時点で暗刻の要件を放棄したものとされる。例えば下図のような牌姿の場合、三暗刻は成立せず、和了役は發のみとなる。
（例）      （大明槓）

## 手順
暗槓および加槓については自摸および自身の槓の直後、大明槓についてはポンと同じように他のプレイヤーの打牌の直後に行う。チーやポンの直後（打牌の前）に槓はできない。暗槓、大明槓、加槓いずれの場合も、槓をするかしないかは自由である（特に大明槓についてはデメリットが大きいのでしない方が普通である。大明槓のデメリットについての詳細はメリットとデメリットの節の種類による違いを参照すること）。
1. 「カン」と明瞭に発声する。
2. 槓子とする4枚の牌を所定の形式で晒す（晒し方については種類の節を参照）。
3. 嶺上牌を取得する。
4. 打牌する。

加槓の場合は搶槓がなかった時点で槓が成立する。搶槓が発生した場合は槓は不成立となり、槓ドラ表示牌もめくらない。
取得した嶺上牌が和了牌だった場合、嶺上開花という役が成立する。
嶺上牌を取得した直後、さらに暗槓や加槓が可能であれば、連続して槓をすることができる。この時は再び上記の手順を繰り返す。

### 嶺上牌
槓子は他の面子よりも1枚多く牌を使うため、槓が成立すると手牌が1枚不足する。これを補うため、槓の成立後に決められた場所から牌を1枚取得する。この補充の牌を嶺上牌（リンシャンパイ）という。
嶺上牌とは、ドラ表示牌の左側にある2幢4枚の牌をいう。王牌の7幢14枚のうち、開門位置に最も近い4牌である。嶺上牌は、通常の自摸とは逆方向、反時計まわりに開門位置に近い方から順に取得していく。
槓により嶺上牌が取得された場合、取得の直前における海底牌を王牌に加える。その結果1・3回目の槓では旧海底牌の上に乗っていた牌が下に移動し、新たな海底牌となる。すなわち新しい海底牌の上には牌が乗っていない状態になる。2・4回目の槓では、先の槓により単独になっていた海底牌を王牌に持っていく形になる。これらにより王牌は常に14枚に維持される（王城不可侵の原則）。

### 槓ドラ
一般的なルールでは、槓が成立した時にドラを増やす。このドラを槓ドラといい、以降この牌を2つ目のドラ表示牌として扱う。2回目以降の槓については、さらに隣りの牌をドラ表示牌とする。
槓があった時に、槓ドラ表示牌をどのタイミングで表向きにするかについては、以下のように取り決めに差がある。
- 暗槓は即めくり、明槓は打牌後
  - 暗槓の場合は嶺上牌をツモってきた直後にめくり、大明槓および加槓の場合は牌を捨てた直後にめくる。
  - すなわち、暗槓の場合は新ドラが何か確認してから牌を捨てることができ、明槓の場合は新ドラ表示牌がめくられる前に牌を捨てなければならない。
- 槓ドラ即ノリ（槓ドラ即めくり）
  - 暗槓、明槓に関わらず、嶺上牌をツモってきた直後にめくる。
  - すなわち、明槓の場合でも、新ドラが何か確認してから牌を捨てることができる。

上記のどちらを採用するかは事前に確認することが望ましい。
立直者の和了については槓ドラの下（裏）の牌もドラ表示牌として扱う。これを槓ウラという。インフレ化を嫌うルールでは、槓ウラを認めないとするルールもある。

## 種類

### 暗槓
| 牌背 · 七索 · 七索 · 牌背 |
| 中 · 牌背 · 牌背 · 中     |

暗槓とは、手牌の中に同種の牌が4枚ある場合に、それを槓子とする行為である。自分の手番で自摸した後、打牌する前に行う。自摸した牌とは無関係の牌（もともと手牌の中にあった4枚）を槓子にすることも可能であり、4枚揃った時点で直ちに暗槓しなければならないわけではない。
「カン」と発声してから、その4枚を他のプレイヤーに見せた上で、卓の右隅に晒すことにより暗槓が成立する。この時できた槓子を暗槓子と呼び、明槓子と区別するため4枚のうち両端または中央の2枚を裏返す（右図）。
手牌の一部が他のプレイヤーに知られることにはなるが、門前を崩したことにはならず、狭義の副露には含まれない（広義の副露には含まれるが）。
一部のコンピュータゲームでは表示スペースの関係上、やのように表示されることもある。
リーチをかけている時に暗刻の牌の4枚目を引いてきた場合、これを暗槓することができる。ただし、リーチ後の暗槓が認められるのは面子の構成および待ちにかかわらない暗刻の場合のみで、面子の構成が変わる場合や、待ちが変わる場合はチョンボとして扱われる（詳しくは立直を参照）。なお、一部には「リーチ後の暗槓は一切認めない」と規定しているルールや、雀鬼流などむしろ必ずしなければならないルールもある。
歴史的にはリーチが導入された当初はリーチ後の暗槓は禁止されていたが、1960年代に入ると面子の構成が変わる場合や待ちが変わる場合を除く暗槓を認めるようになった。
カンと発声した時点で4牌すべてを他家に公開しなければならない。4牌を明示することなくいきなり右上の図のように牌を裏返す行為は重大なマナー違反である。

### 明槓
明槓は、大明槓と加槓（小明槓）の総称である。明槓によって成立した槓子を明槓子と呼ぶ。大明槓・加槓とも、槓子のうち1枚は他家が打牌したものであり、符計算上の扱いも両者とも同じである。

#### 大明槓
| 上家からの場合            |
| 七索 · 七索 · 七索 · 七索 |
| 対面からの場合            |
| 七索 · 七索 · 七索 · 七索 |
| 七索 · 七索 · 七索 · 七索 |
| 七索 · 七索 · 七索 · 七索 |
| 下家からの場合            |
| 七索 · 七索 · 七索 · 七索 |

大明槓とは、手牌の中に暗刻子が存在し、その4枚目の牌を他のプレイヤーが捨てた場合に、その牌を取得して槓子とする行為である。
他のプレイヤーの捨て牌の直後、「カン」と発声してから、手牌の中にあった3枚と当該捨て牌をまとめて卓の右隅に晒す。右図のように、下家からカンした場合は右端の牌、対面からの場合は中央の牌（いずれか1枚）、上家からの場合は左端の牌を横にする。一部のコンピュータゲームでは表示スペースの関係上、加槓と同様に表示されることもある。
一般的には、チーより大明槓が優先される。ただし、発声優先のルールになっている場合はこの限りではない。フリー雀荘等では、トラブルを避けるため発声優先としている場合が多い。なお、その場合でも、発声が同時だった場合はチーより大明槓が優先される。
大明槓の包
大明槓による嶺上開花で和了が発生したとき、これをツモ和了として扱わず、槓させたプレイヤーの一人払いにすることがある。これを「大明槓の包」もしくは「大明槓の責任払い」と言う。詳細は責任払い#大明槓の包を参照。

#### 加槓
| 上家からの場合     |
| 七索 · 七索 · 七索 |
| 対面からの場合     |
| 七索 · 七索 · 七索 |
| 下家からの場合     |
| 七索 · 七索 · 七索 |

加槓とは、ポンした明刻子に、その牌の4枚目を加えて槓子とする行為である。加槓ができるのは、ポンした牌と同じ牌を自摸ってきた場合と、すでに手の内に持っている場合である。いずれの場合も、自摸した直後、かつ打牌する前に行う。加槓により明刻子は明槓子となる。なお、加槓は小明槓と呼ばれることもある。 加槓による明槓子については、一部では「加槓子」との呼称で表記されている場合もあるが、あまり一般的ではなく、大明槓による明槓子と符計算上の差異はない。
「カン」と発声してから、加槓する牌を公開し、明刻子のうち横向きにしてある牌の上に重ねる。これはどのプレイヤーの捨て牌をポンしていたのかを加槓後も明示するためである。例えば、上家からポンした明刻子  に加槓する場合、横向きになっている牌の上に正しく  のように重ねなければならない。もしかりに正しい晒し方をせず、隣にくっつける形で  のようにしてしまったら、「上家からのポン」であったものが「対面からの大明槓」になってしまう。そうなれば、ポンされた八筒を捨てたのは上家だったのに、対面が捨てたことになってしまい、混乱を来す。こうした事態を避けるため、加槓の際には正しい晒し方に注意し、大明槓と混同するような晒し方は避けなければならない。

## 制限
一般的なルールとして、1つの局において以下のいずれかの状態となった場合は、その局における以降の槓を行うことができない。これらに対する対処は一律ではなく、槓ができないとされる状況と、ルールにもよるが途中流局とされる状況がある。
1. 槓が4回成立した。
2. 王牌14枚を除いた壁牌が0枚になった。

1.の状態となった時点で「四開槓」として途中流局とするルールも存在する。その場合でも、あるプレイヤーが単独で4回の槓をしている場合に限り流局にはしないが、5回目の槓はできないことになっている。ただしその状態で他家による5回目の槓を認め、それをもって嶺上牌を取らずに流局とするルールも存在する。これらの詳細については四開槓の節を参照。
2.は海底が該当し、これも槓ができないことになっている。また槓を連続して行っている最中に2.の状態となった場合もその後の槓を行うことができない。仮に海底で危険牌を引き、その牌を槓するか打牌しなければ聴牌ができない状況であっても槓は許されず、聴牌を崩して不聴罰符を払うか、高確率で振込む打牌をせざるをえない。すなわち四開槓と違って途中流局にもできない分だけリスクが伴う。
古めのルールでは王牌は4幢残しとなっていることがあり、ドラ表示牌の手前4幢（8枚）までが王牌と見なされる。すなわち、槓発生時に王牌が幢（2枚）単位で補充されることになり、槓のたびに残りツモが2枚ずつ減る。この性質上、王牌4幢残しの場合は王牌を除いた壁牌が1枚以上であっても槓が禁止されることがあった。逆に三人麻雀などでは、ドラ表示牌の隣まで全ての牌を取り切る「王牌取り切り」のルールになっていることがある。その場合は2.の状態で槓を認めていることもある。

## メリットとデメリット
ここでは一般的なメリット･デメリットを示す。むろんリスクは戦術次第であり、例えば情報を与えることによって相手の裏をかくなど、戦況によってメリットにもデメリットにもなりうる場合がある。
- メリット
  - 刻子よりも高い符が得られるため、満貫未満の場合、得点計算において符により若干有利になる。
  - 嶺上牌の取得により、事実上、自摸が1回増える。暗槓及び加槓の場合は事実上連続で自摸ることになり、大明槓であっても対面または下家からであれば上家（下家からの場合は対面も）のツモ番を飛ばして早く自摸ることができる。聴牌のときは自摸アガリ（嶺上牌でアガれば嶺上開花）の可能性が高まる。
  - 嶺上開花、三槓子、四槓子などの役が狙える。
  - ドラが増える。リーチであれば槓裏により2倍に増えるルールも多い。
  - 他家の一発を消滅させることができる。
  - 他家の当たり牌、または鳴きがありうる牌を引いたとき、暗槓により使い切ることができる。
  - 相手の順子の成立が不可能になる場合がある。自分が三をカンしたとき、相手に一二のペンチャンがあれば、一二三と揃えることは不可能になる。
  - 暗槓をした後に自分がリーチをすれば、必然的に手役は高まることが予想されるので、他家は降りやすくなり、より自摸アガリしやすい。
  - 対面または下家からの大明槓の場合、それぞれ上家・対面のチーを防ぐことができる（邪魔カン）。
  - 大明槓の場合、その牌を捨てたプレイヤーの流し満貫を消滅させることができる。
  - ドラを槓すると、その時点で満貫が確定する(ドラ4翻+和了に必要な役1翻)。役牌であればそれだけであがれるし、連風牌であれば6翻で跳満まで確定する。赤ドラルールではドラの五を槓すれば6翻(5翻+役1翻)で、やはり跳満が確定する。
  - 暗槓及び大明槓の場合、面子を確定させることにより、安目の待ちを消したり、片和了や振聴を解消したりできる場合がある。

これらのメリットから麻雀漫画においては、クライマックスのシーンなどで槓の絡む闘牌が多用される傾向がある。
- デメリット
  - 槓子となった牌は捨てることができなくなるため、加槓以外では打牌の選択肢が減り、基本的に降りるのがその分難しくなる。安牌の槓のときは安牌をその分失うことになる。
  - 槓子となった牌は他の面子に組み替えることができなくなるため、手牌の自由度が損なわれる。
  - 槓子を晒すことにより、他のプレイヤーに情報を与えてしまう。中張牌の暗槓・大明槓の場合は他家にとって瞬時にできる完全壁となり、中張牌の加槓の場合は他家にとって3枚壁が完全壁に変わることになる。
  - 他のプレイヤーにとってもドラが増える。特に自分が門前を崩している場合は、他の門前のプレイヤーに一方的に槓裏のチャンスを与えることになる。他家がリーチをしているとき、そのプレイヤーにとってドラが増える可能性が高まる。
  - 加槓の場合、2人打ちを除き搶槓のリスクがある。
  - 対面または下家からの大明槓の場合、下家（対面からの場合は対面も）のツモ番が早くなる。
  - 王牌を引いてくるため、王牌に他家の当たり牌が埋もれていた場合、それが場に出てしまうことがある。

### 種類による違い

#### 暗槓の場合
暗槓は符の増加量が最も多くなる形であり、満貫未満であれば確実に符跳ねを起こす。特にヤオ九牌の暗槓は32符で、暗刻からの増加量にして+24符となり、満貫未満であれば1翻増加程度に相当する打点上昇が見込める（ただしヤオ九牌の暗槓を2回して和了しても2翻相当の打点上昇になるわけではなく、それよりは打点上昇が少なくなる）。中張牌の場合は16符で暗刻からの増加量にして+12符で、符の1ランク増加程度の打点上昇となる。また国士無双を除き、搶槓で放銃する可能性も無く（ルールによっては国士無双の暗槓搶槓も認められない）、門前での暗槓も門前を崩さない。特に門前で聴牌していれば立直により槓ウラのチャンスも得られる。一方、既に副露している場合は門前の他家のみに槓ウラを増やすことになる。また前述のように、暗槓により該当の暗刻子が暗槓子になっても、一部例外を除き引き続き暗刻子としても扱われる。
しかし大明槓などに比べればデメリットは少ないものの、デメリットとして手牌の一部を他家に知らせることになることと、手牌の自由度が損なわれることが挙げられる。数牌（特に中張牌）では槓をしなければ数牌1枚プラス刻子として扱うことが出来、周辺の牌をツモれば搭子プラス刻子として扱うことが出来る。しかし暗槓をしてしまえば不可能になり、槓子の前後の数牌はその局に限っては使いにくくなる（順子構成能力が老頭牌と同じになり、3・7の槓であればその外側の牌が順子にできなくなって字牌と同様雀頭・刻子・槓子（および他家の国士無双）でしか使えなくなる）。字牌の場合はほぼ絶対の安牌（国士無双以外）を4枚失うことになる。
高い確率で和了できそうな状況には有効であるが、降りを考えるのであれば、暗槓をする牌を切ることがロン牌になると予測される場合の緊急回避手段としての暗槓を除いてはやるべきではないと考えられる。

#### 大明槓の場合
大明槓は搶槓の対象にはならないものの、暗槓や加槓と比べてもメリットが少なく、デメリットが大きいため、特に理由がない限りむやみに行われる形ではない。
符計算の観点では、大明槓（暗刻子 → 明槓子）をしてもその面子部分に由来する符の増加は2倍にとどまり（暗槓や加槓の場合は4倍）、中張牌は4符、ヤオ九牌でも8符増加するにすぎない。特に門前の場合は副露により門前加符10符の権利を失うため、ロン和了の場合は大明槓したばかりに符が下がることすらある。またツモ和了の場合でも、門前清自摸和が成立しなくなり、ドラに関しても大明槓による新ドラは全員に有効な1種類が増えるだけなのに対し、門前で立直した場合には当事者自身のみに有効な裏ドラが1種類以上増えることを考えると、門前からの大明槓は戦略的に見て基本的にはほぼデメリットしかない行為となり、常識的にはタブーとされる。ただし、後述のようにごく限定的な局面においては門前からの大明槓が戦略上有用になるケースもあるとされ、プロ雀士の実戦でもわずかながら実例が存在する。
一方、既に副露している場合は、上記のようなデメリットは無く、門前からの場合と比べて符跳ねのメリットが明確となる点でそれなりに有効になることもあるが、手牌の一部を他家に公開することになるし、門前の他家のみに槓ウラを増やすリスクが伴う。さらに、対々和狙いの場合に2副露目に大明槓をしてしまうとその時点で三暗刻の可能性を放棄することになる。
大明槓をあえて行う価値がある状況としては、三槓子・四槓子の役を狙う場合や、すでに副露しているか今後副露する予定で、符の増加や槓ドラにより少しでも点数を増やしたい場合、後述の四開槓による流局を狙う場合などがあり、上家以外からの大明槓であればツモ順ずらしの効果を利用することも考えられるが、逆にこれらに該当しない状況では大明槓を行う意味はほとんどなく、暗刻のままにしておく方がメリットが大きい。
このように大明槓はむやみに行われる行為ではないため、一部の雀荘や団体などでは、みっともない行為として大明槓をマナー違反とする向きもあり、厳しい所では禁止していることもある。極端な例では、雀鬼流では大明槓のみならず加槓や副露状態の暗槓なども禁止され、門前聴牌状態での暗槓のみ認められている。
以下は門前からの大明槓など、一見メリットがないように見える大明槓の有効性に関する具体例である。
（例）東2局、東家、ドラ
   出る
矢島亨の第17期雀竜位決定戦における実例。序盤の2向聴の門前状態だが、副露しないと和了れなさそうな和了が遠い状況で、普通にチー・ポンで副露していくとおそらく2900点になってしまうであろう状況である。ここで矢島はダブ東の暗刻を大明槓することによって、符跳ねで点数アップも狙いつつ他家にプレッシャーを与えるという手法を取った。新ドラが1枚乗れば7700点以上の打点が確定するというのも大きく、実際この大明槓によって新ドラはとなった（ちなみにこの局は最終的には横移動で和了れなかったが）。
（例）南4局、南家、ドラ、トップと5000点差
   出る
逆転するには、有効牌を引いて門前聴牌できればよいが、普通にチー・ポンで副露して聴牌すると3900点となって逆転条件を満たさなくなってしまう。この場合はを大明槓することによって、符跳ねで40符3翻の5200点以上を確定させることができ、これなら逆転条件を満たした上でどこからでも仕掛けられるようになる。なおの大明槓の後に有効牌をツモって聴牌することによって、結果的に大明槓せず門前で聴牌した場合と比較して門前清自摸和・門前加符・立直の権利を失う形になってしまったとしても、逆転条件を満たすことは変わらない。
（例）南4局、南家、ドラはこの手牌にはないものとする
   出る   
1副露の対々和のツモり三暗刻の聴牌。ここからを大明槓しないでおいた場合と大明槓した場合（新ドラが乗らなかった場合）の役と得点は次の表の通り。
|          | 發大明槓なし                      | 發大明槓あり                                               |
| -------- | --------------------------------- | ---------------------------------------------------------- |
| 白ツモ   | 白・發・対々和・三暗刻、3000-6000 | 白・發・対々和(60符)、2000-4000                            |
| 白ロン   | 白・發・対々和(40符)、8000        | 白・發・対々和(50符)、8000                                 |
| 二萬ツモ | 發・対々和・三暗刻、2000-4000     | 發・対々和(60符)、2000-3900（切り上げ満貫採用時2000-4000） |
| 二萬ロン | 發・対々和(40符)、5200            | 發・対々和(50符)、6400                                     |

を大明槓した場合、ツモり三暗刻は消滅してしまうため、新ドラが乗らなければツモによる得点は（厳密には切り上げ満貫非採用時にはツモによる得点もわずかに）下がってしまうが、最も安いロンの得点が大明槓の符跳ねにより高くなるため、自身がトップでない場合、点棒状況・逆転条件によってはの大明槓が有効と考えられる。
（例）南4局、西家、持ち点40000点、ドラ表示牌によるドラはこの手牌にはないものとする
   出るor
他家の状況は次の通りとする：
- 東家：持ち点42500点（トップ）
- 南家：持ち点10000点
- 北家：持ち点7500点→6500点（立直）

このまま通常通り門前のままで進めても、自分が和了れば、立直していなくてもタンヤオドラ1のロン40符2翻、ツモ30符3翻が見込める形で逆転できるが、立直棒が出たことによって、この手牌は索子の中張牌を鳴いて聴牌しても30符2翻以上となり自分の和了による逆転条件は満たしている。ここからまたはを大明槓した場合を考えると、符ではとの2面子の合計の符が12符となりテンパネし、翻数では槓ドラが乗らなければツモロン共に40符2翻でツモの和了点は門前の場合より下がってしまうが自分の和了による逆転条件は維持できる。一方ここが重要だが、大明槓によって既に立直している北家からすれば槓ドラ・槓裏が増えて得点が増える確率が高くなることになり、もし北家が跳満か倍満、あるいは三倍満をツモれば、親かぶりで自分がトップになることになる。このように、親かぶりを狙って大明槓するケースもある。

#### 加槓の場合
加槓の場合、符の増加量は大明槓より多く暗槓より少ない。満貫未満の場合、ヤオ九牌であれば12符の増加であるため確実に符跳ねを起こすが、中張牌の場合は6符の増加であるため符跳ねしないケースもある。また、既に副露している刻子に対して行う性質上、そもそも門前は崩れており、他の槓と違い、他家に新たな手牌情報をほとんど与えないで済む。しかし、特に数牌の場合は搶槓で放銃する可能性という独特のリスクを持ち（字牌の場合は国士無双のみ）、さらに明槓である以上は門前の他家のみに槓ウラを増やすリスクが伴う。ただし、高い確率で和了できそうな聴牌をしている・他家の多くが副露している・打牌しても安全牌と判断できるような場合はそうしたリスクが減ることもあり、実用性は状況次第である。
| 事象 / 槓の種類    | 暗槓                                                                                             | 大明槓                                                                                  | 加槓                                                                                    |
| ------------------ | ------------------------------------------------------------------------------------------------ | --------------------------------------------------------------------------------------- | --------------------------------------------------------------------------------------- |
| 面子の符（増加量） | 4倍（中張牌+12、ヤオ九牌+24）                                                                    | 2倍（中張牌+4、ヤオ九牌+8）                                                             | 4倍（中張牌+6、ヤオ九牌+12）                                                            |
| 槓ウラ             | △（門前では自身の槓ウラで有利だが、他家も門前ならリスクあり）                                    | ×（副露しているため自身は槓ウラを得られず、全員副露の状態でない限り槓ウラのリスクあり） | ×（副露しているため自身は槓ウラを得られず、全員副露の状態でない限り槓ウラのリスクあり） |
| 門前を崩す可能性   | ○（無関係）                                                                                      | ×（可能性あり）                                                                         | ○（副露済み）                                                                           |
| 槍槓の対象         | △（『么九牌』のみが対象で、尚且つ国士無双で暗槓の槍槓ができる場合のみ。）『中張牌』は○（無関係） | ○（無関係）                                                                             | ×（対象になる）                                                                         |
| 新たな手牌公開     | ×（公開する）                                                                                    | ×（公開する）                                                                           | ○（公開済み）                                                                           |

槓による面子部分に由来する符の増加量の順に並べると次のようになる。
ヤオ九牌暗槓（+24）＞中張牌暗槓（+12）＝ヤオ九牌加槓（+12）＞ヤオ九牌大明槓（+8）＞中張牌加槓（+6）＞中張牌大明槓（+4）
満貫未満の場合、符による打点上昇の価値は次のようになる。
- ヤオ九牌暗槓：1翻増加程度の価値
- 中張牌暗槓・ヤオ九牌加槓：符の1ランク増加程度（符跳ねは確実。場合によっては2ランク増加）
- 大明槓・中張牌加槓：場合により符が1ランク増加。符による打点上昇がない場合もある。

槓による符跳ねの代表例は以下のようなものである。以下の例では、聴牌状態からの槓とし、大明槓は副露聴牌状態からとする。
（例）（ツモ30符、ロン40符）
↓一筒を暗槓
   （ツモ60符、ロン70符）
門前状態からのヤオ九牌の暗槓の場合は、ロンの場合70符という比較的出現頻度の低い符が登場することが多い。ツモの場合の60符は、30符を基準として満貫未満の場合1翻増加に相当する。ちなみにこの牌姿は役がないため、ロンでは立直をかけているか偶発役でしか和了れない。
（例）（ツモ30符、ロン40符）
↓二索を暗槓
   （ツモ40符、ロン50符）
門前状態からの中張牌の暗槓の場合は、ロンの場合の門前加符によるツモとロンの符の差はあるが、槓の前と比べて符が1ランク上昇することが多い。
（例）   （ツモ・ロン共に30符）
↓發を暗槓
      （ツモ・ロン共に60符）
副露状態からのヤオ九牌の暗槓だが、やはり30符が60符になり、満貫未満の場合1翻増加に相当する打点上昇となる。副露状態の場合、ツモ符は2符であるため、ツモ・ロン共に同じ符になることが多い（ツモ符の有無によって符ハネするかどうかが変わるケースもある）。
（例）   
↓三筒を暗槓
（例）   
↓東を加槓
| 二萬 · 三萬 · 四萬 · 五萬 · 五萬 · 四筒 · 五筒 · 六筒 · 七索 · 八索 |  |  |  | 東 | 東 · 東 |
（この牌姿では、東が役牌でなければ偶発役でしか和了れない）
（例）      
↓八萬を加槓
| 二萬 · 三萬 · 四萬 · 四筒 · 五筒 · 六筒 · 七筒 |  |  |  | 八萬 | 八萬 | 八萬 |  |  |  | 二索 · 二索 · 二索 |
（例）   
↓中を大明槓
（例）   
↓五筒を大明槓
以上5ケース、いずれもツモロン共に30符が40符になる例である。中張牌の明槓はそれだけでは8符しかないため、符跳ねするには他に追加符が4符必要である。 
戦術上、槓全般に言えることとしては、次のような点が挙げられる。
- 一般的に槓をすべき局面としては、自身が和了できる可能性が高い局面で槓をするのが良いとされる。なぜなら、符やドラのような槓によるメリットは和了ってこそ意味があるからである。副露状態での大明槓や加槓は聴牌してから、暗槓は聴牌または一向聴が目安とされている。例えば既に他家に立直者がいて、なおかつ自身が和了できそうにない場合などは、自身が槓してもその立直者の利益の方が大きいため、槓すべきではないとされる。またトップで逃げ切りを狙う時にも他家の手を高くするリスクがあるため槓すべきではないとされる。このほか槓によって他家に与える情報など、細かい状況によって槓すべきかどうかが変わってくることが考えられる。
- メリットにもデメリットにもなりうる槓全般の特徴としては、良くも悪くも「場が荒れる」という点が挙げられる。特に槓の中で最も得点的なメリットの少ない中張牌の大明槓は奇襲効果が非常に高い。

## 四開槓
1つの局で4回の槓が成立すると、その時点で途中流局となるルールがある。これを四開槓（スーカイカン）と言う。四槓散了あるいは四槓算了と言う場合もある（いずれも読みはスーカンサンラ）。
ただし四開槓を採用した場合でも、あるプレイヤーが単独で4回の槓をして四槓子のテンパイとなっている場合は流局しない。また、四槓子のテンパイ者がいる状況では、他のプレイヤーは槓を行うことはできない。しかし、5回目の槓を認め、それをもって流局とするルールや、四槓子に限り4回目の槓が成立した時点で和了として扱うルールもある。
四開槓の定義・細目の詳細は流局#四開槓を参照、流局とする場合の扱いについては連荘#流局と連荘に関わる細目ルールの採用状況を参照。

## 槓に関連のある役
- 嶺上開花（1翻）
- 搶槓（1翻）
- 三槓子（2翻）
- 四槓子（役満）

## 現在一般的な日本麻雀（立直麻雀）以外のルールにおける槓の特徴
前述のように現在一般的な日本麻雀（立直麻雀）では、一般的な槓の得点的なメリットは槓ドラと符の増加であるが、槓ドラに限らずドラは日本麻雀特有の要素である。それ以外の麻雀のルールにおける槓については次のような特徴がある。
- 立直麻雀の原型となったアルシーアル麻雀では、槓ドラを含めドラそのものがないため、槓の得点的なメリットは符が増えるのみとなる。
- 中国麻雀では、暗槓は4牌全て伏せて行い、局の終了時に初めて開示される。得点的なメリットとしては槓そのものが役となっており、明槓は1点、暗槓は2点役である。槓子が複数ある場合はそれに応じてその上位役として更に得点が増える（双明槓・双暗槓・三槓・四槓が該当）。
- 台湾麻雀では、中国麻雀と同様暗槓は4牌全て伏せて行い、局の終了時に初めて開示される。大明槓に関しては、大明槓からの嶺上開花は認められておらず錯和となり、また上家からの大明槓も認められていない。槓子自体の得点的なメリットについては、槓子を得点要素としないルールと、明槓1台、暗槓2台などの得点要素とするルールがあるが、前者の場合でも嶺上開花は役となる。
- 韓国の索子抜き麻雀では、大明槓は認められておらず暗槓と加槓のみであり、暗槓は日本麻雀と同様の形式で公開する。槓子自体は得点要素にならないが、嶺上開花は縛りを満たさない得点要素（ドラのような扱い）となる。
- 四川麻雀では、槓は刮風下雨（グァーフォンシャーユ）と呼ばれ、下雨は暗槓のこと、刮風は大明槓と加槓のことを指し、槓すると即座にその分の得点が入る（暗槓（下雨）・加槓は既に和了している人以外全員から、大明槓は槓させた人から得点を得る）システムとなっている。門前であることが和了時の得点要素にならないこともあり、日本麻雀では滅多に行われない門前からの大明槓も含めて、槓自体が実戦で積極的に行われる傾向にある。ただし槓をした直後の打牌で放銃した場合は、槓の得点を返還しなければならない。なお暗槓は日本麻雀と同様、あるいは右端の1枚だけ表にして残りを裏にして公開するというルールと、4牌全て伏せて行い局の終了時に初めて開示するルールが見られる。雀魂の赤血の戦はこれをベースとしている。
- 中庸麻雀では、暗槓は日本麻雀と同様の形式で公開する。槓子は和了した時にその数に応じて役となり、槓子が1つだけだったとしても（暗槓・明槓の区別なく）5点役となる。また槓子が複数ある場合はそれに応じてその上位役として更に得点が増える。
- 純麻雀では、槓そのものが一切廃止されている。